# Euprosthenopsis lesserti garambensis
Euprosthenopsis lesserti garambensis is een spinnenondersoort in de taxonomische indeling van de kraamwebspinnen (Pisauridae).
Het dier behoort tot het geslacht Euprosthenopsis. De wetenschappelijke naam van de soort werd voor het eerst geldig gepubliceerd in 1928 door Roger de Lessert.